# Eumacrocentrus similis
Eumacrocentrus similis är en stekelart som beskrevs av Charles Thomas Brues 1933. Eumacrocentrus similis ingår i släktet Eumacrocentrus och familjen bracksteklar. Inga underarter finns listade i Catalogue of Life.